# Podocarpus urbanii
Podocarpus urbanii — вид хвойних рослин родини подокарпових.

## Поширення, екологія
Країни поширення: Ямайка. Обмежується високогірними хмарними лісами вздовж хребтів англ. Blue and John Crow Mountains National Park (915—2265 м над рівнем моря). Росте рідше, де схили круті або нестійкі.

## Використання
Деревина високо цінується на меблі і незаконно збирається і продається для цієї галузі.

## Загрози та охорона
Дослідження показали, що вирубка лісів і фрагментації лісів на Ямайці були одними з найвищих у тропіках протягом 1980 років. Незаконні рубки та заготівля деревини і поширення інвазивних чужорідних видів, таких як Hedychium spicatum і Pittosporum undulatum є основними загрозами для цього місцевого виду.